# Alphabeta
Alphabeta foi uma banda israelita que venceu o  Festival Eurovisão da Canção 1978 com Izhar Cohen.
O grupo era formado por Reuven Erez, Lisa Gold-Rubin, Nehama Shutan, Ester Tzuberi e Itzhak Okev.
A canção vencedora foi A-Ba-Ni-Bi.